# لوكاس ديفيد
لوكاس ديفيد (بالألمانية: Lucas David)‏ (و. 1503 – 1583 م) هو مؤرخ من ألمانيا، وبولندا، ولد في أولشتين، توفي في كونيغسبرغ، عن عمر يناهز 80 عاماً.

## التعليم
تعلم في جامعة لايبتزغ.